# 翔べ!FRI-TAG!!
翔べ!FRI-TAG!!（とべ!ふらいたぐ!!）は、2022年4月1日から長野エフエム放送（FM長野）で金曜16:00 - 18:55に放送されているラジオ番組である。
松本市にあるFM長野本社の松本スタジオ1階から公開生放送されている。

## 概要
メッセージテーマである、「TAG」を軸に番組が進行される。パーソナリティのバカボン鬼塚、飯野美紗子ともに本来の話題から逸脱して（脱線して）トークが繰り広げられるということが日常茶飯事であり、これがため、番組進行が押してしまうということも少なくない。その日のエンディングでは、放送内に紹介されたメッセージの中から優秀賞である「鬼タグ」と「美紗タグ」が決められ、当該リスナーには番組オリジナルステッカーが贈られる。
本時間帯で21年に亘り放送されてきた346 GROOVE FRIDAY（以下、「グルフラ」。）に代わる番組として、2022年（令和4年）4月1日に放送が開始された。ディレクターの村上雄信はグルフラより継続して本番組も担当しており、番組内の選曲も引き続き彼によって行われている。
また、本番組では、週を重ねるごとに製作されたジングルの数がおびただしく増加しており、その数は年間で100を超える。年末の放送では「ジングルアウォード」と題して、鬼塚、飯野が各々5つ選んだ計10種類のノミネートジングルがリスナーの投票に掛けられている。
Xでの公式ハッシュタグは「#とべフラ」。放送時間内のツイートは、飯野によって紹介されることがある。

### 番組名について
番組名は、鬼塚が3分間のひらめきで考えたもの。「FRI-TAG」は、ドイツ語で金曜日を意味し、バッグのブランド名にもなっている「FREITAG」から取られている。
これに加えて前述の通り様々な話題や出来事を「タグ付け」し、FMの電波に載せて「翔べ」と言う思いが込められている。

## パーソナリティ
- バカボン鬼塚（番組内での愛称は「鬼ちゃん」）

同時間帯に放送されていたグルフラを、2022年2月限りで降板した三四六に代わって同年3月4日から同月最終回まで担当したほか、それ以前もピンチヒッターとして出演したことがある。
- 飯野美紗子（番組内での愛称は「いのちゃん」）

2020年9月まで放送されていたラジモ!以来、本番組をもって約1年半ぶりにFM長野パーソナリティに復帰し、2023年4月からは本番組に加え、MAGIC HOUR火曜日も担当している。また、本番組が契機となり、アーティスト「イノミサコ」としてCDデビューしている。

## タイムテーブル
2023年7月現在。時間はいずれも日本標準時（JST）。
16時台
- 16:00 オープニング
- 16:30 街コミレポート[注釈 2]
- 16:40 交通情報
- 16:44 鬼塚SA

17時台
- 17:00 フキダシンヌ
- 17:16 交通情報
- 17:20 APA
- 17:43 天気予報

18時台
- 18:00 金曜ダカラッテ[注釈 3]
- 18:25 交通情報
- 18:30 週末占いウラジャン
- 18:34 天気予報
- 18:49 エンディング

## コーナー

### 現在のコーナー
下記以外にも、ふつうのおたより（ふつおた）も募集されている。
- TAG（タグ）

メッセージテーマである。番組の軸となっているもので、コーナー等がない時間に随時紹介されている。番組開始2年目を迎えた2023年4月からは、TAGの候補となる案（通称：「たくあん」）がリスナーから募集されている。飯野が数通紹介し、その中から2人がその週のTAGを決定するという方式が採られ、当該リスナーには番組オリジナルステッカーが贈られている。
番組開始最初の1年間は、その日のオープニングトークでの2人の会話から決定されていた。また、鬼塚曰く、「TAGは3時間通しの場合もあれば、途中で変更することもあり得る」とされていたが、実際にそのようなことになることは一度もなかった。
- 街コミレポート

リポーターが長野県内のイベント情報等を紹介する、グルフラから唯一継続されたコーナーである。呼びかけの際、鬼塚がリポーターの名前をいじったり叫んだりするのが恒例となっている。
- 鬼塚SA（おにづかサービスエリア）

鬼塚による選曲コーナー。ラジオ番組ではおおよそかからないような邦楽の名盤にスポットが当てられ、鬼塚の解説とともに毎週1曲紹介されている。
- フキダシンヌ

シチュエーション大喜利コーナー。登場人物「美紗子」の吹き出しに入りそうなセリフが募集されている。お題となるシチュエーションは、放送日前日の15時頃にXの番組公式アカウントで発表される。セリフ（ネタ）は鬼塚が選び、飯野が初見で読み上げる。コーナーのラストにその中で最も良かったセリフを飯野が選び、その週の「フキダシンヌ」に認定。番組オリジナルステッカーが贈られる。
- APA（アーティストパーキングエリア）

主にTAGやふつおたが紹介されるほか、鬼塚と飯野それぞれのアーティスト活動の報告や告知がされる。当初はゲストコーナーのはずであったが、2022年6月3日放送分までゲストを1組も迎え入れないまま、2022年5月中旬ごろからコーナー趣旨が変更された。
- 金曜ダカラッテ

生放送開始前に事前収録されている、飯野プレゼンツの約5分間のフリートークコーナー。冒頭ではスタッフが準備したなぞかけを詠み、「みさっちです！」とキメてコーナーに入る。制限時間が到達すると、スタッフのミキシングによって飯野の声がフェードアウトしていく。
本コーナー開始当初、鬼塚はスタジオ内にいるにもかかわらず、一切声を発せず、飯野とのやり取りには一方的に筆談を用いていた。2022年6月下旬頃から、徐々に現在の形式に落ち着いている。2023年3月31日までは18時のFM長野ニュースを挟んでから開始されていた。
- 週末占いウラジャン

占いに見せかけたジョークコーナー。「最もラッキーな生まれ月」、「運勢」、「ラッキーアイテム」が書かれたそれぞれの箱（通称：占いBOX）から「ウラジャンスティック」と呼ばれる棒を飯野が引き、コーナーの最後で飯野が無理矢理まとめる。占いBOXを鬼塚が大げさに振るのが定番で、スタッフもこれに乗じて、マイクが拾うシェイク音にエフェクトを過剰にかけている。
- まねおと

番組エンディングのコーナー。当初は「ワイパーの音」や「花火が打ち上がる音」など、リスナーがリクエストするお題に沿って、飯野が人物以外の音のマネを披露するコーナーだった。
2023年夏頃からは『まねおと フェーズ2』として、この世には存在しないものの音を「概念まねおと」として披露している（「干支がうさぎから辰に交代するときの音」など」）。

### 終了したコーナー
- 机上のクーロン（2023年4月7日 - 6月30日）

## 番組内BGM
- オープニング・エンディングテーマ ⁻ Toots Thielemans「Clap Yo' Hands」
- 交通情報 ⁻ Hampton Hawes Quartet「Once In A While」
- 天気予報 ⁻ HAKASE-SUN「月桃オルガン」